# Сорито
Сорито — озеро в Купуйской волости Великолукского района Псковской области, к северо-востоку от Псово.
Площадь — 1,6 км² (162,6, с 1 островом (1,3 га) — 163,9 га). Максимальная глубина — 13,6 м, средняя глубина — 6,0 м.
На берегу озера расположена деревня Нянино.
Слабопроточное. Относится к бассейну реки Демянка, притоку Ловати.
Тип озера лещово-уклейный и судаком. Массовые виды рыб: щука, плотва, окунь, лещ, судак, густера, ерш, красноперка, караси серебряный и золотой, налим, язь, пескарь, линь, вьюн, щиповка, верховка, карп, угорь, уклея; раки (мало).
Для озера характерно: крутые, отлогие и низкие берега; на берегу — леса, луга, огороды, болото, поля; в профундали — ил, заиленный песок, песчано-каменистые нальи, в литорали и сублиторали — песок, камни, галька заиленный песок, ил; есть небольшие сплавины.